# Церква Чуда святого архістратига Михаїла (Коржова)
Церква Чуда святого архістратига Михаїла в Коржовій — парафія і храм греко-католицької громади Монастириського деканату Бучацької єпархії Української греко-католицької церкви в селі Коржова Чортківського району Тернопільської области.
Дерев'яна церква та дзвіниця оголошені пам'ятками архітектури місцевого значення (охоронний номер 1252, 1253).

## Історія церкви
У селі розташована стара дерев'яна церква, збудована у XVII столітті. До 1946 року вона належала до УГКЦ, а з 1946 по 1960 рік — до РПЦ. У 1960 році державна влада закрила її.
20 вересня 1989 року парафія і храм відновили свою діяльність під юрисдикцією РПЦ.
З 1993 року парафія знову повернулася в лоно УГКЦ.
У 2000 році заклали фундамент для нового цегляного храму, проєкт якого розробив архітектор Михайло Нетриб'як.
У вересні 2012 року новий храм освятив владика Бучацької єпархії Димитрій Григорак.
Парафії сіл Коржова та Високе здавна обслуговував один священник, а церква в Коржові є дочірньою.
На території села встановлено три хрести та дві фігури Богородиці. При парафії діють братство «Апостольство молитви» та Вівтарна дружина.

## Парохи
- о. Іван Сивак (1922—1948),
- о. Іван Фенич (1948—1951),
- о. Ярослав Герус (1952—1954),
- о. Володимир Скобляк (1954—1956),
- о. Леонід Николаїв (1956-1960),
- о. Іван Ворончак (1989—2000),
- о. Михайло Живчак (2000—2002),
- о. Ігор Федоришин (з травня 2002).